# Avegöl (Älghults socken, Småland)
Avegöl är en sjö i Uppvidinge kommun i Småland och ingår i Ljungbyåns huvudavrinningsområde. Sjöns area är 0,008 kvadratkilometer och den är belägen 201 meter över havet.